# Géza Molnár
Géza Molnár (ur. 29 września 1953 w Budapeszcie) – węgierski zapaśnik walczący w stylu wolnym. Olimpijczyk z Montrealu 1976, gdzie zajął osiemnaste miejsce w kategorii 90 kg.
Czwarty na mistrzostwach świata w 1977 i na mistrzostwach Europy w 1981 roku.
- Turniej w Montrealu 1976

Przegrał z Pawłem Kurczewskim i Horstem Stottmeisterem z NRD.